# 螫肢
螯肢是一种螯肢亚门节肢动物的口器。蜘蛛，鲎和海蜘蛛都拥有螯肢。有些动物的螯肢中空并包含或连接着毒腺，这类螯肢被用来给猎物注射毒液。